# Taschukow-Nunatak
Der Taschukow-Nunatak (bulgarisch Ташуков нунатак Taschukow nunatak) ist ein in nordwest-südöstlicher Ausrichtung 1,8 km langer, 1,7 km breiter und 768 m hoher, gebirgskammähnlicher Nunatak an der Nordenskjöld-Küste des Grahamlands auf der Antarktischen Halbinsel. Er ragt 9,8 km südwestlich des Balvan Point, 12 km nordwestlich des Pedersen-Nunataks, 8,1 km östlich des Andersson Peak und 6,3 km südlich des Tillberg Peak an der Nordostflanke des Slokutschene-Gletschers auf.
Die bulgarische Kommission für Antarktische Geographische Namen benannte ihn 2020 nach Iwan Taschukow, Ingenieur auf der bulgarischen St.-Kliment-Ohridski-Station von 1994 bis 1995.